# Zibin
Zibin (arab. ذيبين) – miejscowość w Syrii, w muhafazie As-Suwajda. W 2004 roku liczyła 2562 mieszkańców.